# Hội Giống cây trồng Việt Nam
Hội Giống cây trồng Việt Nam là tổ chức xã hội - nghề nghiệp của những người làm việc trong lĩnh vực giống cây nông nghiệp, lâm nghiệp và các loại giống cây trồng khác tại Việt Nam .
Hội có tên giao dịch tiếng Anh là Vietnam Seed Asociation, viết tắt là VSA.
Hội được thành lập theo Quyết định số 30 ngày 4/6/2001 của Bộ Nội vụ . Văn phòng Hội đặt tại trụ sở của Viện Nghiên cứu và Phát triển Cây trồng, Học viện Nông nghiệp Việt Nam, địa chỉ thị trấn Trâu Quỳ, huyện Gia Lâm, thành phố Hà Nội .